# ジミー・ドゥルマズ
ジャクプ・ジミー・ドゥルマズ（Jakup Jimmy Durmaz、1989年3月22日 - ）は、スウェーデン・エレブルー出身のプロサッカー選手。スウェーデン代表。ファティ・カラギュムリュクSK所属。ポジションは、ミッドフィールダー。

## 経歴

### クラブ
BKフォワードという地元クラブでキャリアをスタート。2008年7月に国内強豪クラブのマルメFFに移籍。同月のハンマルビーIFでトップリーグデビューを果たした。
2012年7月、ゲンチレルビルリイSKに移籍
2014年8月、オリンピアコスFCに移籍。
2016年8月、トゥールーズFCに移籍。
2019年7月2日、ガラタサライSKと3年契約を締結することが発表された。
2020年10月2日、ファティ・カラギュムリュクSKに期限付き移籍。その後完全移籍となった。

### 代表
2011年2月8日のキプロス戦でスウェーデン代表デビュー。2012年1月、北欧リーグのトップ選手を集めて行われたキャンプに参加した。

## 代表歴

### 出場大会
- スウェーデン代表
  - 2018 FIFAワールドカップ

### 試合数
- 国際Aマッチ 49試合 3得点（2011年-2019年）[8]

| スウェーデン代表 | 国際Aマッチ | 国際Aマッチ |
| 年               | 出場        | 得点        |
| ---------------- | ----------- | ----------- |
| 2011             | 1           | 0           |
| 2012             | 2           | 1           |
| 2013             | 11          | 0           |
| 2014             | 9           | 1           |
| 2015             | 5           | 0           |
| 2016             | 10          | 0           |
| 2017             | 5           | 1           |
| 2018             | 5           | 0           |
| 2019             | 1           | 0           |
| 通算             | 49          | 3           |

### 得点
| #  | 開催日         | 開催地 | 対戦国             | スコア | 結果 | 試合概要                    |
| -- | -------------- | ------ | ------------------ | ------ | ---- | --------------------------- |
| 1. | 2012年1月23日  | ドーハ | Qatar U23          | 1–0    | 5–0  | 親善試合                    |
| 2. | 2014年10月12日 | ソルナ | リヒテンシュタイン | 2–0    | 2–0  | UEFA EURO 2016予選          |
| 3. | 2017年6月9日   | ソルナ | フランス           | 1-1    | 2-1  | 2018 FIFAワールドカップ予選 |

## 人物
シリア正教徒の家に生まれた。父はトルコ・マルディン県からの移民で、このためトルコ市民権を有している。
親戚のシャーベル・トウマとダヴィド・ドゥルマズもともにサッカー選手である。

## タイトル

### クラブ
マルメFF
- アルスヴェンスカン (1) : 2010

オリンピアコス
- ギリシャ・スーパーリーグ (2): 2014–15, 2015-16
- キペロ・エラーダス (男子サッカー) (1): 2014–15